# Dirty Acres
Albums de CunninLynguists
A Piece of Strange
(2006) Oneirology
(2011)
Dirty Acres est le quatrième album studio de CunninLynguists, sorti le 27 novembre 2007.

## Liste des titres
| No  | Titre                                              | Contient un (des) sample(s) de             | Durée |
| --- | -------------------------------------------------- | ------------------------------------------ | ----- |
| 1.  | Never (featuring Big Rube)                         |                                            | 3:05  |
| 2.  | Valley of Death                                    | Shadow of the Hierophant de Steve Hackett  | 2:35  |
| 3.  | Dirty Acres                                        | Piece a Cake de DJ Shadow                  | 4:01  |
| 4.  | Kentucky (Interlude)                               |                                            | 0:49  |
| 5.  | K.K.K.Y.                                           | Bendito Sea Dios de Nelson Ned             | 2:18  |
| 6.  | Wonderful (featuring Devin the Dude)               |                                            | 3:26  |
| 7.  | Yellow Lines (featuring Phonte et Witchdoctor)     |                                            | 4:54  |
| 8.  | The Park (Fresh Air) (featuring Chizuko Yoshihiro) |                                            | 3:17  |
| 9.  | Summer's Gone                                      |                                            | 1:48  |
| 10. | They Call Me (Interlude)                           |                                            | 0:43  |
| 11. | Gun (featuring Sheisty Khrist)                     |                                            | 3:13  |
| 12. | Dance for Me                                       | Ballerina de Vigrass & Osborne             | 3:19  |
| 13. | Georgia                                            |                                            | 3:49  |
| 14. | Things I Dream                                     | Bathers d'East of Eden Moth d'East of Eden | 4:17  |
| 15. | Mexico (featuring Club Dub)                        |                                            | 4:23  |